# Убе
Убе (яп. 宇部市, うべし, убе сі ) — місто в Японії, у південній частині префектури Ямаґуті. Засноване 1 листопада 1921 року на основі села Убе повіту Аса. До 2004 року розросталось за рахунок прилеглих населених пунктів цього повіту.

## Історія
Убе отримало свій розвиток завдяки покладам кам'яного вугілля, інтенсивний вибудоток якого почали у 2-й половині 19 століття. Під час Другої світової війни місто зазнало капітального руйнування від нальотів авіації США, але відродилося завдяки вугільній промисловості. Після зміни світової структури попиту на енергію, Убе стало занепадати. Остання шахта була закрита 1967 року, а міська економіка була перепрофільована на хімічну промисловість.
Убе — один із зразкових японських технополісів. Місто також є "батьківщиною" фірми UNIQLO, виробника і продавця повсякденного дешевого одягу в Японії.

## Транспорт
- Аеропорт Ямаґуті-Убе